# Flugzeugkollision von Červený Kameň
Die Flugzeugkollision von Červený Kameň ereignete sich am 20. August 2015, als zwei Flugzeuge vom Typ Let L-410UVP, die mit insgesamt 38 Personen besetzt waren, über der slowakischen Ortschaft Červený Kameň zusammenstießen und zu Boden stürzten. Da es sich bei den Insassen größtenteils um Fallschirmspringer handelte, konnten die meisten von ihnen die abstürzenden Maschinen rechtzeitig verlassen. Beim Aufschlag auf dem Boden befanden sich in den beiden Maschinen jedoch noch sieben Personen, die alle getötet wurden.

## Erstes Flugzeug
Bei der ersten betroffenen Maschine handelte es sich um eine Let L-410UVP aus tschechoslowakischer Produktion. Die Maschine trug die Werksnummer 841320 und wurde im Jahr 1984 mit dem Luftfahrzeugkennzeichen CCCP-67096 an die Aeroflot erstausgeliefert. Später ging die Maschine in die Tschechoslowakei zurück, wo sie als OK-ODQ betrieben wurde. Nach der Trennung des Landes in zwei Staaten verblieb die Maschine in der Slowakei und erhielt das neue Luftfahrzeugkennzeichen OM-ODQ. Das zweimotorige Regionalverkehrsflugzeug war mit zwei Turboprop-Triebwerken des Typs Walter M601D ausgestattet.
An Bord der Maschine befanden sich eine zweiköpfige Besatzung, bestehend aus Flugkapitän und Erstem Offizier sowie 17 Fallschirmspringer.

## Zweites Flugzeug
Bei der zweiten betroffenen Maschine handelte es sich um eine Let L-410MA aus tschechoslowakischer Produktion. Die Maschine trug die Werksnummer 750405 und wurde im Jahr 1975 erstmals innerhalb der Tschechoslowakei ausgeliefert. Dort wurde sie im Laufe ihrer Betriebsgeschichte mit den Luftfahrzeugkennzeichen OK-120, OK-PZH und OK-PDH betrieben. Zwischenzeitlich war die Maschine auch bei den Tschechoslowakischen Luftstreitkräften mit dem Luftfahrzeugkennzeichen 0405 im Einsatz. Ebenfalls trug die Maschine im Laufe ihrer Geschichte das bolivianische Kennzeichen CP-2252. Schließlich erhielt die Maschine das slowakische Luftfahrzeugkennzeichen OM-SAB. Das zweimotorige Regionalverkehrsflugzeug war mit zwei Turboprop-Triebwerken des Typs Walter M601D ausgestattet.
Auch an Bord dieser Maschine befanden sich eine zweiköpfige Besatzung, bestehend aus Flugkapitän und Erstem Offizier sowie 17 Fallschirmspringer.

## Unfallhergang
Am 20. August 2015 starteten die beiden Maschinen vom Flugplatz. Die Fallschirmsprünge sollten Teil einer Übung für eine bevorstehende Flugschau am Flugtag von Slavnica zwei Tage später sein. Der Flug sollte auf eine Flughöhe von 4000 Metern führen, aus der die Sprünge dann durchgeführt werden sollten. OM-SAB flog voraus, gefolgt von OM-ODQ. Es war vereinbart, dass die Maschinen in einem Abstand von 100 Metern zueinander fliegen. Während des Flugs näherte sich die hintere Maschine immer mehr der vorderen an, wobei der vereinbarte Sicherheitsabstand zunehmend unterschritten wurde.
Während er die Maschine flog, nahm der Flugkapitän der OM-ODQ mit seinem Smartphone ein Video des Fluges auf. Er hielt das Telefon in der linken und die Steuersäule in der rechten Hand. Auf einer Höhe von 1400 bis 1500 Metern kam es schließlich zur Kollision. Die rechte Tragfläche des vorausfliegenden Flugzeugs stieß zunächst gegen die Seitentür der OM-ODQ und riss anschließend ihre komplette Hecksektion ab. Die OM-ODQ ging daraufhin flachtrudelnd zu Boden.
An der OM-SAB wurde durch die Kollision mit dem Heckteil der OM-ODQ das Querruder abgerissen und die rechte Höhenflosse stark beschädigt. Die Maschine ging in einer kombinierten Drei-Achsen-Rotation, bestehend aus Rollen, Gieren und Nicken, zu Boden.
Während die Maschinen abstürzten, konnten die meisten Fallschirmspringer aus ihnen ins Freie springen und ihre Fallschirme öffnen.
Beide Maschinen stürzten in ein schwer zugängliches Gebiet in einem Waldstück bei Červený Kameň an der Grenze zu Tschechien.

## Opfer
Von den 34 Fallschirmspringern an Bord der beiden Flugzeuge überlebten 31 Personen, welche es schafften, rechtzeitig aus den abstürzenden Maschinen abzuspringen und ihre Fallschirme zu öffnen. Zwei Fallschirmspringer kamen ums Leben, weil sie das Bewusstsein verloren, nachdem sie durch die ruckartigen Bewegungen im Inneren der Maschinen umhergeschleudert wurden. Ein weiterer Fallschirmspringer starb, weil sein Fallschirm nach dem Absprung versagte. Außerdem wurden die vier Piloten an Bord der beiden Maschinen getötet.

## Unfallursache
Die Unfallermittler führten die Hauptursache des Unfalls auf die Kollision der beiden Maschinen im Flug zurück. Zu dieser sei es durch die Ablenkung des Kapitäns der OM-ODQ gekommen, da dieser sein Mobiltelefon im Flug benutzt hatte und sich damit nicht mehr im erforderlichen Maße auf seine Hauptaufgabe, das Steuern der Maschine, konzentrierte.